# Новаки Пазински
Новаки Пазински су насељено место у саставу општине Церовље у Истарској жупанији, Хрватска. До територијалне реорганизације у Хрватској налазили су се у саставу старе општине Пазин.

## Историја
Село се први пут помиње 1341. године. Данашња црква изграђена је у 17. веку.

## Становништво
На попису становништва 2011. године, Новаки Пазински су имали 200 становника. 

## Попис1991.
На попису становништва 1991. године, насељено место Новаки Пазински је имало 226 становника, следећег националног састава:
| Попис 1991.‍  | Попис 1991.‍  | Попис 1991.‍ | Попис 1991.‍ | Попис 1991.‍ |
| ------------ | ------------ | ----------- | ----------- | ----------- |
|              |              |             |             |             |
| Хрвати       | Хрвати       |             | 176         | 77,87%      |
| Италијани    | Италијани    |             | 3           | 1,32%       |
| Словенци     | Словенци     |             | 1           | 0,44%       |
| Срби         | Срби         |             | 1           | 0,44%       |
| неопредељени | неопредељени |             | 2           | 0,88%       |
| регион. опр. | регион. опр. |             | 43          | 19,02%      |
| укупно: 226  |              |             |             |             |